# Giải vô địch bóng đá U-19 Đông Nam Á 2012
Giải vô địch bóng đá U-19 Đông Nam Á 2012 là mùa giải thứ 9 của giải vô địch bóng đá U-19 Đông Nam Á do Liên đoàn bóng đá Đông Nam Á (AFF) tổ chức. Giải đấu lần này diễn ra tại Việt Nam từ ngày 2 tháng 9 đến ngày 8 tháng 9 năm 2012, với các trận đấu diễn ra tại sân vận động Thống Nhất ở Thành phố Hồ Chí Minh.
Giải đấu đã được tổ chức như một giải đấu chuẩn bị cho Giải vô địch bóng đá U-19 châu Á 2012.

## Các đội tham dự
Mặc dù là giải đấu của khu vực Đông Nam Á nhưng chỉ có một đội tuyển duy nhất tới từ AFF tham gia vào giải đấu, đội chủ nhà Việt Nam. Thái Lan cũng được dự kiến để tham dự giải đấu nhưng đã rút lui vào tháng 8 năm 2012 và được thay thế bởi Iran. Úc và Uzbekistan là hai đội tuyển còn lại của giải.

## Bảng xếp hạng & Kết quả

### Vòng bảng
| Đội        | Pld | W | D | L | GF | GA | GD | Pts |
| ---------- | --- | - | - | - | -- | -- | -- | --- |
| Iran       | 3   | 3 | 0 | 0 | 8  | 3  | +5 | 9   |
| Uzbekistan | 3   | 2 | 0 | 1 | 7  | 3  | +4 | 6   |
| Úc         | 3   | 1 | 0 | 2 | 6  | 6  | 0  | 3   |
| Việt Nam   | 3   | 0 | 0 | 3 | 1  | 10 | −9 | 0   |

| Úc          | 1–2      | Uzbekistan                    |
| ----------- | -------- | ----------------------------- |
| Antonis 36' | Chi tiết | Yusupov 77' · Abdumuminov 90' |

| Iran                   | 2–1      | Việt Nam       |
| ---------------------- | -------- | -------------- |
| Azmoun 1' · Barzay 33' | Chi tiết | Đình Thắng 44' |

| Uzbekistan  | 1–2      | Iran                 |
| ----------- | -------- | -------------------- |
| Sergeev 71' | Chi tiết | Azmoun 29' · Cheshmi |

| Việt Nam | 0–4      | Úc                                                                     |
| -------- | -------- | ---------------------------------------------------------------------- |
|          | Chi tiết | Edwards 31' · Barker-Daish 53' · Makarounas 57' · Duy Khánh 84' (l.n.) |

| Úc        | 1–4      | Iran                                           |
| --------- | -------- | ---------------------------------------------- |
| Geria 39' | Chi tiết | Jahanbakhsh 51', 63' (ph.đ.) · Azmoun 52', 85' |

| Uzbekistan                                                  | 4–0      | Việt Nam |
| ----------------------------------------------------------- | -------- | -------- |
| Maksimillan 45' · Hoàng Lâm 79' (l.n.) · Yusupov · Abbosbek | Chi tiết |          |

### Tranh hạng ba
| Úc                                          | 4–0      | Việt Nam |
| ------------------------------------------- | -------- | -------- |
| Geria 12' · Woodcock 30', 73' · Taggart 66' | Chi tiết |          |

### Chung kết
| Iran                | 2–1      | Uzbekistan  |
| ------------------- | -------- | ----------- |
| Jahanbakhsh 1', 23' | Chi tiết | Sergeev 19' |

## Vô địch
| Vô địch Giải vô địch bóng đá U-19 Đông Nam Á 2012 |
| ------------------------------------------------- |
| · Iran · Lần đầu tiên                             |

## Cầu thủ ghi bàn
Đã có 29 bàn thắng ghi được trong 8 trận đấu, trung bình 3.62 bàn thắng mỗi trận đấu.
4 bàn thắng
- Sardar Azmoun
- Alireza Jahanbakhsh

2 bàn thắng
- Jason Geria
- Riley Woodcock
- Igor Sergeev
- Abdul Aziz Yusupov

1 bàn thắng
- Terry Antonis
- Jake Barker-Daish
- Ryan Edwards
- Jesse Makarounas
- Adam Taggart
- Behnam Barzay
- Roozbeh Cheshmi
- Jakhongir Abdumuminov
- Makhstaliev Abbosbek
- Fomin Maksimillan
- Abdul Aziz Yusupov
- Phan Đình Thắng

1 bàn phản lưới nhà
- Đào Duy Khánh (trận gặp Úc)
- Phạm Hoàng Lâm (trận gặp Uzbekistan)